# Giudicato di Agugliastra
Il giudicato di Agugliastra o anche giudicato di Ogliastra fu una suddivisione amministrativa della Sardegna pisana e aragonese.

## Storia
Il territorio dell'Ogliastra facente parte nel medioevo, come curatoria, del giudicato di Cagliari e poi dal 1258 di quello di Gallura, sotto la signoria dei Visconti di Pisa, costituì fino alla conquista aragonese della Sardegna una importante zona di influenza della Repubblica di Pisa che comprendeva tutto il litorale orientale dell'isola, ed in quest'ottica seguì le alterne vicende dell'espansione pisana in Sardegna.
Mantenne ancora per molto tempo lo status giuridico ed il rango di Judicato de Ollastre ed in questa forma venne infeudato alla potente famiglia dei Carroz dopo la conquista dell'isola. Nella seconda metà del  '500 la nobile famiglia Tortoliese dei Quigini annoverava tra i suoi componenti i "Capitani del Giudicato di Ogliastra" ed ancora nel 1600 nel Libro de todas las Gracias del Marchesato di Quirra, venivano elencate e confermate tutte le prerogative, i privilegi, i diritti ed i benefici concessi dal feudatario alle comunità Ogliastrine.
Le riunioni cui partecipavano i delegati di tutti i paesi del feudo si tenevano nella chiesa di San Antonio Abate a Tortoli e nella chiesa di San Sebastiano di Loceri